# Audi Type K
L’Audi 14/50 ch Type K est une voiture particulière de la catégorie familiale routière d’Audiwerke AG Zwickau et il a été le premier véhicule de série à conduite à gauche dans le Reich allemand. La voiture, conçue par le fondateur d’Audi, August Horch, a été présentée au Salon de l'automobile de Francfort à l’automne 1921. Jusqu’en 1926, 192 Type K ont été fabriquées à Zwickau. La successeur était l’Audi Type M, qui est entrée en production de série à partir de 1925 et qui était équipée d’un moteur six cylindres de 70 ch.
L’Audi 14/50 ch dispose d’un moteur quatre cylindres en ligne d’une cylindrée de 3,6 litres monté à l’avant. Le bloc moteur en alliage d’aluminium a des chemises de cylindre pressées. La culasse à flux croisés avec soupapes en tête en V est en fonte grise. Le moteur développait 50 ch (37 kW) à 2 200 tr/min et il entraînait les roues arrière via une boîte de vitesses à quatre rapports avec un levier de vitesses au milieu de la voiture et un arbre à cardan. La voiture a deux essieux rigides à ressorts à lames. Elle était disponible en tant que voiture de tourisme (phaeton) quatre places, berline quatre portes et cabriolet deux portes.
En 1923, l’ingénieur Paul Jaray conçoit une voiture à la carrosserie profilée. Avec le moteur inchangé, la voiture atteignait 130 km/h, alors que les voitures de série n’atteignaient que 95 km/h. Son brevet a été volé au juif Jaray par les nationaux-socialistes, car la dictature totalitaire de l’Allemagne à l’époque trouvait intolérable d’attribuer ces carrosseries programmatiquement futuristes, censés être associés à la création d’un mythe nationaliste, à un juif. La voiture de Jaray n’était pas unique. Avec la Flèches d’Argent d’Auto Union (Auto Union Type B), aussi connue sous le nom de voiture de Lucca, des tentatives de records du monde ont été effectuées en 1935 avec Hans Stuck,.